# 小説神髄
『小説神髄』（しょうせつしんずい）は、坪内逍遥（1859-1935）が著した小説論。1885年（明治18年）9月から1886年（明治19年）4月にかけて全9冊の分冊雑誌式で松月堂から刊行された。
日本で最初の秩序立った新しい小説論であり、上巻において、小説の定義や変遷、主眼、種類、裨益について述べ、下巻において文体論、脚色法、叙事法などの小説の法則について説いている。
明治に入ってからの日本文学は、江戸の戯作の流れを汲む戯作文学か、西洋の思想・風俗を伝え啓蒙するための政治小説が中心だったが、『小説神髄』は道徳や功利主義的な面を文学から排して客観描写につとめるべきだと述べ、心理的写実主義を主張することで日本の近代文学の誕生に大きく寄与した。

## 沿革
『小説神髄』発刊前
1881年（明治14年）6月、東京大学文学部第一科3年生の逍遥は、ウィリアム・ A ・ホートン教授の「英文学（作文及批評）」の学年試験において、ウィリアム・シェイクスピアの『ハムレット』に登場する王妃ガートルードの性格について問うた出題に対し、東洋的道義的に批評して解答したため悪点を取った。このことがきっかけで逍遥が西洋文学を学ぶことにつながり、そこで『小説神髄』の根本思想となる新しい文学観が生まれ、研究内容を組織立てたものが後の『小説神髄』となった。
1883年（明治16年）9月から10月にかけて、『明治協会雑誌』の第25号から28号までに、「蓼汀迂史」の筆名で、小説神髄の抄録とされる『小説文体』という一篇を発表した。また、1885年（明治18年）2月に出版された自身の訳書『慨世士伝』（ロルド・リットン原著、原題“Rienzi”）の「はしがき」に、この書を公にしたのは小説改良の志を遂げるためである旨を記して、日本の小説の歴史的大勢、現代小説の批評、小説即美術論を展開した。同年4月、東京稗史出版社と『小説神髄』と『当世書生気質』の出版契約を交わすが、出版社の失敗により、出版が遅れることとなる。
『小説神髄』発刊
1885年（明治18年）9月から、松月堂が出版を引き受け、上下2冊の予定だったものを分冊雑誌式で刊行した。同年9月末に第3冊で一時中断し、1886年（明治19年）3月から再び続刊され、同年4月に全9冊で完結した。また、同年5月、9分冊を上下2冊に合本して出版された。

## 内容

### 上巻
- 緒言
- 目次
- 小説総論
  - 美術とは如何なるものなりやといふ事につきての論
  - 小説とは美術なりといふ理由
- 小説の変遷
  - 小説の起原と歴史の起原と同一なりといふ事
  - 真の小説の世に行はるゝ前にローマンスといへる一種の仮作物語の世にもてはやさるゝ事
  - ローマンス衰へて演劇盛へ、小説盛へて演劇おとろへざるべからざる事
  - 小説と演劇との差別
- 小説の主眼
  - 小説の主眼は専らに人情にある事
- 小説の種類
  - 模写小説と勧懲小説との差別
  - 時代物語、世話物語等の事
- 小説の裨益
  - 小説に四大裨益ありといふ事

### 下巻
- 小説法則総論
- 文体論
  - 雅文体の得失
  - 俗文体の得失
  - 雅俗折衷文体の得失
- 小説脚色の法則
  - 快活小説と悲哀小説との弁別
  - 脚色の十一弊
- 時代物語の脚色
  - 正史と時代物語との差別
  - 時代物語を編述する者の心得
- 主人公の設置
  - 主人公の性質
  - 主人公の仮説法に二派ある事
- 叙事法
  - 叙事に陰陽の二法ある事

## 書誌情報
- 坪内逍遥『小説神髄』 上巻、東京稗史出版社、1885年3月。
- 坪内逍遥『小説神髄』 下巻、東京稗史出版社、1885年3月。
- 坪内逍遥『小説神髄』 上巻、松月堂、1886年5月。NDLJP:871694。
- 坪内逍遥『小説神髄』 下巻、松月堂、1886年5月。NDLJP:871694。
  - 坪内逍遥『小説神髄』 上巻（再版）、松月堂、1887年8月。NDLJP:987668。
  - 坪内逍遥『小説神髄』 下巻（再版）、松月堂、1887年8月。NDLJP:987668。
  - 坪内逍遥 著、日本近代文学館 編『小説神髄』（復刻版）日本近代文学館〈名著複刻全集 近代文学館〉、1968年12月。
- 坪内逍遥『小説神髄』東京堂〈明治文学名著全集 第3篇〉、1926年2月。
- 坪内逍遥「小説神髄」『逍遥選集』 別冊第3巻、春陽堂、1927年11月、1-158頁。
  - 坪内逍遥 著「小説神髄」、逍遥協会 編『逍遥選集』 別冊第3巻（復刻版）、第一書房、1977年11月、1-158頁。
- 坪内逍遥『小説神髄』春陽堂〈春陽堂文庫 70〉、1932年8月。
- 坪内逍遥『小説神髄』岩波書店〈岩波文庫〉、1936年10月。
  - 坪内逍遥『小説神髄』（改版）岩波書店〈岩波文庫〉、2010年6月。ISBN 9784003100417。
- 坪内逍遥『小説神髄』東京堂、1949年2月。
- 坪内逍遥「小説神髄」『坪内逍遥・二葉亭四迷集』筑摩書房〈現代日本文学全集 第1巻〉、1956年8月、79-131頁。
- 坪内逍遥「小説神髄」『坪内逍遥・二葉亭四迷集』講談社〈日本現代文学全集 第4巻〉、1962年8月、150-204頁。
- 坪内逍遥 著「小説神髄」、稲垣達郎 編『坪内逍遥集』筑摩書房〈明治文学全集 第16巻〉、1969年2月、3-58頁。
- 坪内逍遥 著、稲垣達郎 編『坪内逍遥集』中村完・梅沢宣夫注釈、角川書店〈日本近代文学大系 第3巻〉、1974年10月。ISBN 9784045720031。
- 坪内逍遥『小説神髄』国文学研究資料館〈リプリント日本近代文学 88〉、2007年3月。ISBN 9784256900888。